# Amata punctata
Amata punctata är en fjärilsart som beskrevs av Semper 1898. Amata punctata ingår i släktet Amata och familjen björnspinnare. Inga underarter finns listade i Catalogue of Life.